# Catalão (microregio)
Catalão is een van de 18 microregio's van de Braziliaanse deelstaat Goiás. Zij ligt in de mesoregio Sul Goiano en grenst aan de deelstaat Minas Gerais in het zuiden en oosten, de mesoregio Leste Goiano in het noorden en de microregio's Pires do Rio in het noordwesten en Meia Ponte in het zuidwesten. De microregio heeft een oppervlakte van ca. 15.207 km². Midden 2004 werd het inwonersaantal geschat op 125.359.
Elf gemeenten behoren tot deze microregio:
| - Anhanguera - Campo Alegre de Goiás - Catalão - Corumbaíba - Cumari - Davinópolis | - Goiandira - Ipameri - Nova Aurora - Ouvidor - Três Ranchos |

Mesoregio's: Centro Goiano · Leste Goiano · Noroeste Goiano · Norte Goiano · Sul Goiano

Microregio's: Anápolis · Anicuns · Aragarças · Catalão · Ceres · Chapada dos Veadeiros · Entorno de Brasília · Goiânia · Iporá · Meia Ponte · Pires do Rio · Porangatu · Quirinópolis · Rio Vermelho · São Miguel do Araguaia · Sudoeste de Goiás · Vale do Rio dos Bois · Vão do Paranã